# Cha Cha Slide
«Cha Cha Slide» es una canción del artista estadounidense DJ Casper, también conocido como lil maru Man. La canción fue lanzada como sencillo en agosto de 2000, y pasó cinco semanas en la lista de Billboard Hot 100, alcanzando el puesto número 83. Continuó alcanzando las listas de éxitos musicales en todo el mundo durante cuatro años, encabezando la UK Singles Chart del Reino Unido en marzo de 2004. 
La canción también fue parte de un álbum de once pistas, Cha Cha Slide: The Original Slide Album, lanzado en septiembre de 2000. Originalmente dirigida a sesiones de aeróbicos y clubes nocturnos, la canción a menudo se reproduce en clubes de baile, educación física, fiestas de graduación, fiestas en general, pistas de patinaje sobre hielo y sobre ruedas, bar mitzvahs, bodas y eventos deportivos en los Estados Unidos, Reino Unido, Canadá y otros países de habla inglesa.

## Historia

### Casper Slide
DJ Casper escribió la letra de la canción original alrededor de enero de 1998, y la grabó como «Casper Slide Part 1» en enero de 1998. 
La canción fue fuertemente inspirada por el movimiento de pasos de Chicago. Alrededor del 12 de junio de 1999, Perry grabó una segunda versión de la canción, titulada «Casper Slide Part 2», en el estudio de casa de Fred Johnson con la ayuda de Hollywood Scott, líder de la banda Platinum Band. 
Perry grabó y lanzó la canción a sus expensas, y fabricó copias y las distribuyó con la ayuda de Gardner Douglas ("Cisco"), dueño de las tiendas de discos Music World de Cisco en Chicago. La canción se tocó en varios clubes nocturnos y fue utilizada por el sobrino de Perry, un entrenador físico en el Bally Total Fitness Health Club en el vecindario Hyde Park de Chicago, como la música para una clase de aeróbicos. 

### «Cha Cha Slide»
DJ Casper contó con la ayuda de MOB Music Publishing para producir, editar y diseñar la nueva versión de la canción. Men On Business también produjo varias otras canciones de acompañamiento para producir todo el Slide Album. DJ Casper y Men On Business lo licenciaron para Universal Records, y fue lanzado el 19 de septiembre de 2000. 
Una vez que fue el proyecto de Universal, se realizaron vídeos instructivos para aprender a bailarlo.  La canción llegó a la estación de R&B / hip hop WGCI-FM, en la ciudad natal de DJ Casper, Chicago. 
En 2001, el baile se extendió por todo Canadá y Estados Unidos, donde las estaciones de radio de música contemporánea urbana (y más tarde DJs móviles) tocaron la canción continuamente, particularmente en Chicago, Houston, Atlanta, Arkansas, Memphis y Detroit. En marzo de 2004, se lanzó el «Cha Cha Slide» en el Reino Unido y encabezó la lista de singles. Su éxito en el Reino Unido fue ayudado por Scott Mills de BBC Radio 1, quien promovió la canción en su programa de radio de la tarde de lunes a viernes.

## Posicionamiento en listas y certificaciones

### Listas semanales
| Listas (2000–2004)                       | Posición más alta |
| ---------------------------------------- | ----------------- |
| Alemania (Media Control AG)              | 83                |
| Australia (ARIA)                         | 64                |
| Bélgica (Flandes) (Ultratop 50)          | 2                 |
| Bélgica (Valonia) (Ultratop 50)          | 20                |
| Escocia (Scottish Singles Sales Chart)   | 1                 |
| Estados Unidos (Billboard Hot 100)       | 83                |
| Estados Unidos (Hot Dance Singles Sales) | 24                |
| Estados Unidos (Hot R&B/Hip-Hop Songs)   | 24                |
| Europa (Eurochart Hot 100)               | 6                 |
| Francia (SNEP)                           | 14                |
| Irlanda (IRMA)                           | 3                 |
| Italia (FIMI)                            | 17                |
| Países Bajos (Dutch Top 40)              | 14                |
| Países Bajos (Mega Single Top 100)       | 12                |
| Reino Unido (UK Singles Chart)           | 1                 |
| Reino Unido (UK Dance Chart)             | 10                |
| Rumania (Romanian Top 100)               | 36                |
| Suiza (Schweizer Hitparade)              | 86                |

### Listas de fin de año
| Listas (2004)                                    | Posición |
| ------------------------------------------------ | -------- |
| Bélgica (Ultratop 50 Flanders)                   | 6        |
| Bélgica (Ultratop 50 Wallonia)                   | 75       |
| Francia (SNEP)                                   | 82       |
| Países Bajos (Single Top 100)                    | 80       |
| Reino Unido UK Singles (Official Charts Company) | 3        |

## Versión de Crazy Frog
El 25 de agosto de 2009, Crazy Frog lanzó "Cha Cha Slide" para el álbum Everybody Dance Now . 